# Campeonato Asiático de Corta-Mato de 1997
A 4ª edição do Campeonato Asiático de Corta-Mato ocorreu em 1997 na cidade de Chiba no Japão. A categoria por equipe foi constituída com três atletas de cada nacionalidade. Essa é a segunda vez consecutiva que a cidade é sede do campeonato.

## Medalhistas
Esses foram os resultados do campeonato. 
| Evento                      | Ouro                                     | Prata                    | Bronze                    |
| --------------------------- | ---------------------------------------- | ------------------------ | ------------------------- |
| Senior Masculino individual | Saad Shadad Al-Asmari · Arábia Saudita   | Jafar Babakhani Irão     | Osamu Nara · Japão        |
| Senior Masculino por equipe | Arábia Saudita                           | Irão                     | Japão                     |
| Junior Masculino individual | Mohammed Alshinan Safed · Arábia Saudita | Shinichiro Okuda · Japão | Yoshitaka Iwamizu · Japão |
| Junior Masculino por equipe | Japão                                    | Arábia Saudita           | China                     |
| Senior Feminino individual  | Chiemi Takahashi · Japão                 | Yang Siyu · China        | Sachie Ozaki · Japão      |
| Senior feminino por equipe  | Japão                                    | China                    | Índia                     |
| Junior Feminino individual  | Kumiko Hiyama · Japão                    | Emiko Kojima · Japão     | Yuko Manabe · Japão       |
| Junior Feminino por equipe  | Japão                                    | China                    | Coreia do Sul             |

## Quadro de medalhas
| Ordem | País           | Ouro | Prata | Bronze |    |
| 1     | Japão          | 5    | 2     | 5      | 12 |
| 2     | Arábia Saudita | 3    | 1     | 0      | 4  |
| 3     | China          | 0    | 3     | 1      | 4  |
| 4     | Irão           | 0    | 2     | 0      | 2  |
| 5     | Índia          | 0    | 0     | 1      | 1  |
| 6     | Coreia do Sul  | 0    | 0     | 1      | 1  |
| Total | Total          | 8    | 8     | 8      | 24 |